# Massina
Koordinaten: 14° 40′ 0″ N, 4° 20′ 0″ W

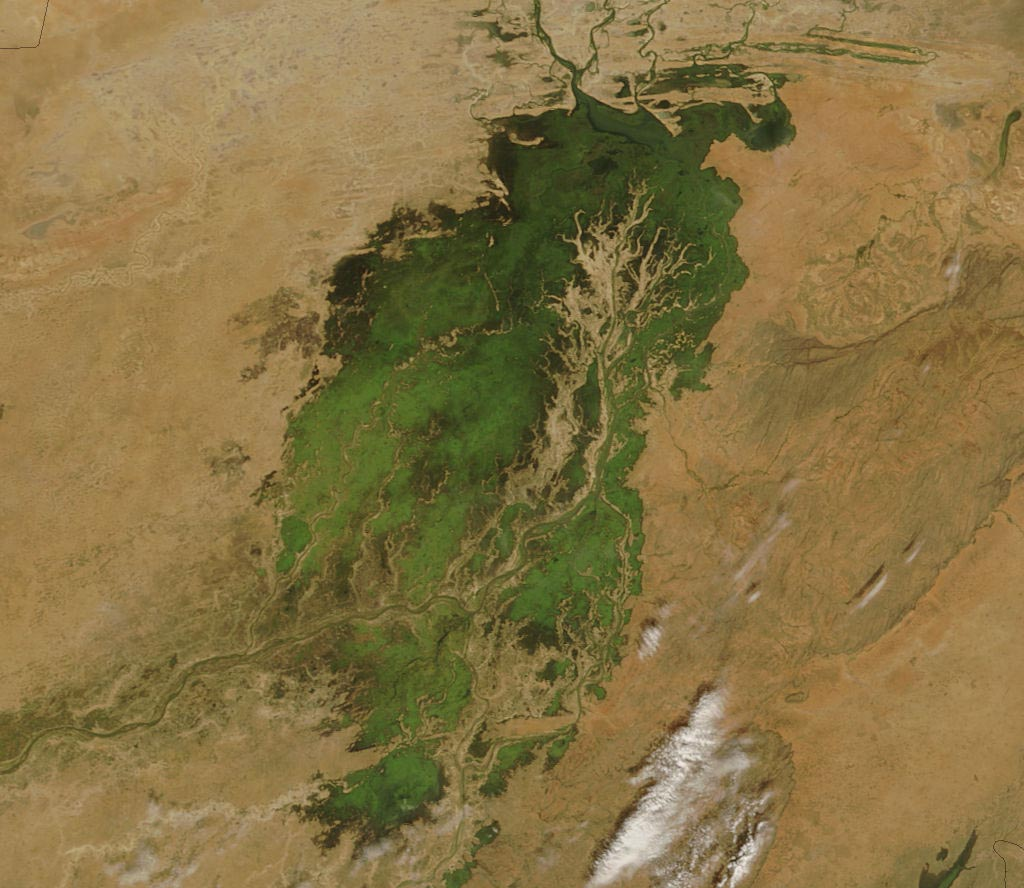
2007

Das Massina (auch Macina) ist die etwa 40.000 km² große Überschwemmungsniederung mit Binnendelta des Nigers in Mali.

## Lage
Darin liegen die Städte Djenné, das am Bani-Nebenfluss des Nigers liegt, und Mopti. Nordöstlich schließt sich Timbuktu an.

## Geschichte
Nach dem kriegerischen Dschihad von Ahmad b. Mohammad 1818 etablierte sich ca. 1820 bis 1862 im Ort Hamdullahi der Sitz eines Fulbe-Herrschers, der sich zum Amīr al-Mu'minīn („Beherrscher der Gläubigen“) proklamierte.